# Jack Hively
Jack Hively est un monteur, réalisateur et producteur né le 5 septembre 1910 et mort le 19 décembre 1995 à Hollywood (Californie).

## Biographie
Jack Hively est le fils du monteur et scénariste George Hively (1889-1950).

## Filmographie

### comme monteur
- 1934 : Man of Two Worlds (en) de J. Walter Ruben
- 1934 : Where Sinners Meet (en) de J. Walter Ruben
- 1934 : Success at Any Price (en) de J. Walter Ruben
- 1935 : Romance in Manhattan de Stephen Roberts
- 1935 : Strangers All de Charles Vidor
- 1935 : The Arizonian de Charles Vidor
- 1935 : His Family Tree (en) de Charles Vidor
- 1935 : La Gloire du cirque (Annie Oakley) de George Stevens
- 1936 : Muss 'em Up de Charles Vidor
- 1936 : Murder on a Bridle Path (en) de William Hamilton
- 1936 : Bunker Bean (en) de William Hamilton et Edward Killy
- 1936 : Grand Jury (Grand Jury) de Albert S. Rogell
- 1936 : Smartest Girl in Town de Joseph Santley
- 1937 : L'Avocat criminel (en) (Criminal Lawyer) de Christy Cabanne et Edward Killy
- 1937 : Don't Tell the Wife (it) de Christy Cabanne
- 1937 : Un homme qui se retrouve (The Man Who Found Himself) de Lew Landers
- 1937 : You Can't Buy Luck (en) de Lew Landers
- 1937 : Border Cafe (en) de Lew Landers
- 1937 : Mon oncle gangster (en) (The Big Shot) d'Edward Killy
- 1937 : The Life of the Party (en) de William A. Seiter
- 1937 : There Goes the Groom (en) de Joseph Santley
- 1937 : SOS vertu ! (Wise Girl) de Leigh Jason
- 1938 : Quelle joie de vivre  (Joy of living) de Tay Garnett
- 1938 : Blond Cheat (en) de Joseph Santley
- 1938 : Ah ! ces vedettes ! (The Affairs of Annabel) de Benjamin Stoloff
- 1938 : A Man to Remember (en) de Garson Kanin
- 1938 : Next Time I Marry (de) de Garson Kanin
- 1939 : The Great Man Votes (en) de Garson Kanin
- 1939 : The Saint Strikes Back de John Farrow
- 1948 : Movies Are Adventure

### comme réalisateur
- 1939 : They Made Her a Spy
- 1939 : Panama Lady
- 1939 : The Spellbinder (en)
- 1939 : Three Sons (en)
- 1939 : Two Thoroughbreds
- 1940 : Laddie
- 1940 : The Saint's Double Trouble
- 1940 : The Saint Takes Over
- 1940 : Anne of Windy Poplars
- 1941 : The Saint in Palm Springs
- 1941 : Idylle en Argentine (They Met in Argentina)
- 1941 : Papa se marie (Father Takes a Wife)
- 1942 : Four Jacks and a Jill (en)
- 1942 : Street of Chance (film, 1942) (en)
- 1945 : Appointment in Tokyo (en)
- 1948 : Faisons les fous
- 1948 : Movies Are Adventure

### comme producteur
- 1949 : Take One False Step (en)